# Eckart Mensching
Eckart Heinrich Mensching (* 1. Dezember 1936 in Hameln; † 21. Juli 2007 in Berlin) war ein deutscher Klassischer Philologe und Wissenschaftshistoriker.

## Leben

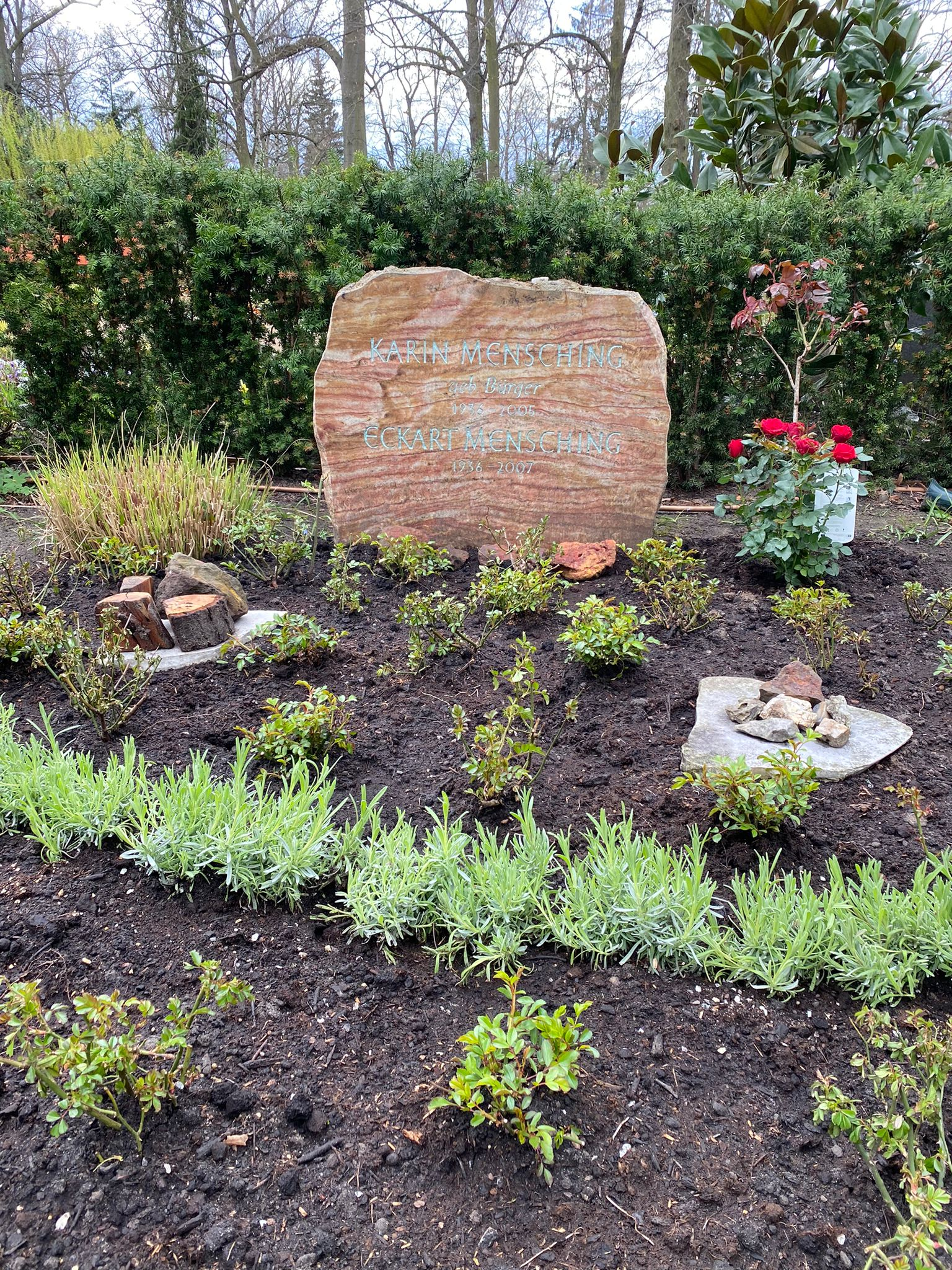
Grabstätte auf dem Friedhof Lankwitz

Nach dem Abitur am Göttinger Max-Planck-Gymnasium studierte Mensching von 1956 bis 1961 Klassische Philologie, Archäologie und Alte Geschichte an den Universitäten Göttingen, Basel und Bern. Nach seiner Promotion bei Willy Theiler (1961, mit einer kommentierten Ausgabe der Fragmente des Favorinus von Arelate) legte er 1962 das Staatsexamen ab und ging 1963 als Assistent an die Universität Göttingen, wo er sich ein Jahr nach seiner Berner Habilitation (1968) umhabilitierte und zum Oberassistenten befördert wurde. 1970 folgte er dem Ruf auf den Lehrstuhl für Klassische Philologie II (Latinistik) an der TU Berlin, wo er bis zu seiner Pensionierung lehrte und forschte.
Mensching beschäftigte sich intensiv mit Caesars Schrift De bello Gallico und ihrer Rezeption. Neben zahlreichen Aufsätzen veröffentlichte er die Monografien Caesar und die Germanen im 20. Jahrhundert (1980) und Caesars Bellum Gallicum: Eine Einführung (1988). Ein weiterer Schwerpunkt seiner Forschung war die Fachgeschichte und Biografie prominenter Berliner Fachvertreter des 19. und 20. Jahrhunderts. Seine Einzelstudien erschienen zunächst in verschiedenen Zeitschriften, bis sich Mensching entschloss, sie erneut in Buchform zu publizieren: Seine Reihe Nugae zur Philologie-Geschichte, die er zunächst im Selbstverlag und ab dem zweiten Teil im Verlag der TU Berlin veröffentlichte, erschienen von 1987 bis 2004 in regelmäßiger Folge. Von 1980 bis 2005 war Mensching Schriftleiter des Mitteilungsblattes Latein und Griechisch in Berlin (seit 1993: Latein und Griechisch in Berlin und Brandenburg).
Seine letzte Ruhestätte fand Eckart Mensching auf dem Friedhof Lankwitz (Grablage AI-47).

## Schriften (Auswahl)
- Favorin von Arelate: Fragmente. Herausgegeben und kommentiert von Eckart Mensching. Teil 1: Memorabilien und Omnigena historia. Berlin 1963 (= Texte und Kommentare 3; erweiterte Dissertation, Universität Bern)
- Caesar und die Germanen im 20. Jahrhundert. Bemerkungen zum Nachleben des Bellum Gallicum in deutschsprachigen Texten. Göttingen 1980 (= Hypomnemata 65), ISBN 3-525-25161-0.
- Über einen verfolgten deutschen Altphilologen: Paul Maas (1880–1964). Berlin 1987, ISBN 3-7983-1193-5.
- Caesars Bellum Gallicum. Eine Einführung. Frankfurt am Main 1988, ISBN 3-425-04392-7.
- Nugae zur Philologie-Geschichte. 14 Teile, Berlin 1987–2004.
  - Teil 1 (1987): Über Eduard Norden, Walther Kranz und andere.
  - Teil 2 (1989): Über Ed. Norden, F. Jacoby, W. Jaeger, R. Pfeiffer, G. Rohde und andere. ISBN 3-7983-1265-6.
  - Teil 3 (1990): Über K. Ziegler, W. Morel, F. Solmsen und andere. ISBN 3-7983-1347-4.
  - Teil 4 (1991): Über U. von Wilamowitz-Moellendorff, W. Kranz, W. Jaeger und andere. ISBN 3-7983-1393-8.
  - Teil 5 (1992): Eduard Norden zum 50. Todestag. ISBN 3-7983-1475-6.
  - Teil 6 (1993): ‚Erinnerungen an Eduard Norden‘ und andere Beiträge. ISBN 3-7983-1530-2.
  - Teil 7 (1994): Über Theodor Mommsen, Hermann Diels, Johannes Stroux, Joachim Stenzel und andere. ISBN 3-7983-1600-7.
  - Teil 8 (1995): Über Hermann Diels, Friedrich Klingner und andere. ISBN 3-7983-1644-9.
  - Teil 9 (1996): Über Theodor Birt, Walter Kranz und andere. ISBN 3-7983-1717-8.
  - Teil 10 (2000): Über E. Rohde, E. Powell, G. Rohde, W. Kroll und R. Harder. ISBN 3-7983-1840-9.
  - Teil 11 (2001): Über K. O. Müller, Fr. Nietzsche, Ed. Norden, P. Friedländer und den Deutschen Altphilologenverband. ISBN 3-7983-1878-6.
  - Teil 12 (2002): Emigrierte klassische Philologen und Nachkriegs-Deutschland. Über P. Friedländer, F. Solmsen, E. M. Manasse und andere. ISBN 3-7983-1913-8.
  - Teil 13 (2003): Die Entstehung des ‚Pauly-Wissowa‘. Verfolgte Philologen: F. Jacoby, P. Friedländer, K. Latte. ISBN 3-7983-1938-3.
  - Teil 14 (2004): Die gesamtdeutsche „Mommsen-Gesellschaft“. ISBN 3-7983-1965-0.